# Amplicincia
Amplicincia é um gênero de mariposa na família Arctiidae.

## Espécies
- Amplicincia fletcheri Field, 1950
- Amplicincia lathyi Field, 1950
- Amplicincia mixta Möschler, 1886
- Amplicincia pallida Butler, 1878
- Amplicincia walkeri Field, 1950